# 港九政務署
港九政務署（英語：City Administration，1982年10月1日—1994年），是英屬香港政府設立管理香港島及九龍地區行政的部門。
1982年10月1日，香港政府實施地方行政計劃，成立政務總署，下有港九政務署和新界政務署，港九政務署在其下港九各區設有政務處。港九政務署統籌港九各區的事務，尤其是各項發展計劃、建立社區服務及土地管理等問題。到1994年，港九政務署和新界政務署因應政務總署改組而撤銷。

## 歷任港九政務署署長
1. 班禮士（1982年－1983年）[1]
2. 苗禮善（1982年－1983年）
3. 屈珩（1983年－1986年）
4. 周德熙（1986年－1988年）
5. 藍鴻震（1988年9月－1991年9月）
6. 黃錦照（1991年－1994年）